# ديف أرمسترونغ (ملحن)
ديف أرمسترونغ هو منتج أسطوانات ودي جيه وملحن كندي، ولد في القرن العشرين.

## وصلات خارجية
- ديف أرمسترونغ على موقع ميوزك برينز (الإنجليزية)
- ديف أرمسترونغ على موقع ديسكوغز (الإنجليزية)